# Le Mériot
Le Mériot település Franciaországban, Aube megyében. Lakosainak száma 617 fő (2022. január 1.). Le Mériot La Motte-Tilly, Nogent-sur-Seine, Saint-Nicolas-la-Chapelle, Chalautre-la-Grande, Melz-sur-Seine és Sourdun községekkel határos.

## Népesség
A település népességének változása:
| Lakosok száma | 325  | 356  | 417  | 550  | 597  | 601  | 614  | 621  | 624  | 617  |
|               | 1968 | 1982 | 1990 | 2006 | 2013 | 2015 | 2017 | 2019 | 2020 | 2022 |